# Pasites tegularis
Pasites tegularis är en biart som beskrevs av Heinrich Friese 1922. Pasites tegularis ingår i släktet Pasites och familjen långtungebin. Inga underarter finns listade i Catalogue of Life.